# Samsung Galaxy A52
Samsung Galaxy A52 — смартфон среднего класса на базе Android, разработанный и производимый компанией Samsung Electronics в рамках линейки Galaxy A. Телефон был анонсирован 17 марта 2019 года на виртуальном мероприятии Samsung Awesome Unpacked вместе с Galaxy A72.
Он является преемником Galaxy A51. Он похож на своего предшественника, но имеет обновленную основную камеру на 64 МП, аккумулятор увеличенной емкости на 4500 мАч и степень защиты от воды и пыли IP67.
Модернизированное устройство Samsung Galaxy A52s было впервые выпущено в августе 2021 года с другим набором микросхем (Qualcomm Snapdragon 778G), поддержкой Wi-Fi 6 и новым цветом устройства (Awesome Mint).

## Технические характеристики

### Дизайн
Galaxy A52 имеет аналогичный дизайн со своим предшественником Galaxy A51. Он имеет дисплей Infinity-O с вырезом для селфи-камеры и тонкими рамками, как у A51. В отличие от A51, A52 имеют варианты матового цвета, а не глянцевого градиента.
Дисплей защищен стеклом Corning Gorilla Glass 5, а рамка и задняя панель выполнены из пластика. Варианты 4G и 5G имеют одинаковый дизайн. Он доступен с вариантами Awesome Black, Awesome White, Awesome Violet, Awesome Blue. Оба варианта имеют защиту от воды и пыли IP67.

### Аппаратное обеспечение
Galaxy A52 оснащен восъмиядерным процессором Qualcomm Snapdragon 720G SoC, сделанным по 8-нм техпроцессу и графическим процессором Adreno 618. С другой стороны, Galaxy A52 5G оснащен процессором Qualcomm Snapdragon 750G SoC с графическим процессором Adreno 619. Galaxy A52s получил Qualcomm SM7325 Snapdragon 778G 5G сделанный по 6-нм техпроцессу и имеющий восьмиядерный процессор (4x2,4 ГГц Kryo 670 и 4x1,9 ГГц Kryo 670) и графический процессор Adreno 642L.
И A52, и A52 5G оснащены 6,5-дюймовым дисплеем Super AMOLED с максимальной яркостью 800 нит, соотношением сторон 20:9, разрешением 1080x2400 пикселей, плотностью пикселей 411 ppi и соотношением экрана к корпусу ~84,1 %; однако дисплей A52 имеет частоту обновления 90 Гц, а дисплей A52 5G имеет частоту обновления 120 Гц.
Оба варианта 4G и 5G имеют четырёхъядерную заднюю камеру с основной камерой 64 МП с оптической стабилизацией изображения (OIS), широкоугольной камерой 12 МП, камерой глубины 5 МП и датчиком глубины 5 МП, а также селфи-камерой 32 МП.
Устройство оснащено 3,5-мм аудиоразъемом и использует верхние наушники с нижним динамиком для воспроизведения стереозвука. Оба варианта 4G и 5G имеют аккумуляторы емкостью 4500 мАч с поддержкой быстрой зарядки 25 Вт; однако в коробке есть зарядное устройство на 15 Вт, и пользователям необходимо покупать зарядное устройство на 25 Вт отдельно.

## Программное обеспечение
Оба варианта 4G и 5G поставляются с Android 11 и фирменным пользовательским интерфейсом (оболочкой) Samsung One UI 3.1. Samsung заявила, что варианты 4G и 5G получат 3 обновления версии ОС, 3 года ежемесячных обновлений и 4 года обновлений безопасности. По состоянию на начало 2023 года серия A52 уже получила обновление до Android 13 и One UI 5.0.
На 25 октября 2024 года доступно One UI 6.1 и Android 14.